# فارنافينو (نيزنيج نوفغورود)
فارنافينو (بالروسية: Варнавино) هي مدينة في مقاطعة نيجني نوفغورود أوبلاست في روسيا.
يبلغ عدد سكانها حوالي 3282 نسمة.